# Mouloudia Wadżda
Mouloudia Wadżda (arab. مولودية وجدة) – marokański klub piłkarski, mający siedzibę w mieście Wadżda. W sezonie 2020/2021 występuje w GNF 1.

## Historia
Klub został założony 16 marca 1946. W sezonie 1956/1957 drużyna wzięła udział w premierowych mistrzostwach Maroka. W tym samym roku zespół zwyciężył w coupe du Trône i rok później powtórzył to osiągnięcie. Klub zdobywał jeszcze to trofeum w 1960 i 1962. W sezonie 1974/1975 zespół osiągnął swój największy sukces w historii klubu - zdobył mistrzostwo Maroka. W następnym roku drużyna uplasowała się jeszcze na 2. miejscu, jednak później już nigdy nie osiągnęła większych sukcesów. W sezonie 1998/1999 ekipa z Wadżdy zajęła ostatnie, 16. miejsce, w ekstraklasie i spadła do 2. ligi. Do GNF 1 powróciła w 2003, jednak w 2009 ponownie została zdegradowana do GNF 2, w którym występuje do dziś.

## Sukcesy
- Mistrzostwo Maroka (1 razy): 1975
- Coupe du Trône (4 razy): 1957, 1958, 1960, 1962

## Obecny skład
| Nr | Poz. | Piłkarz             |
| -- | ---- | ------------------- |
|    | BR   | Yahia Azhari        |
|    | BR   | Ismail Amellah      |
|    | BR   | Ismail Islah        |
|    | OB   | Ahmed Rahmani       |
|    | OB   | Charaf Hadaddi      |
|    | OB   | Chawki Benaich      |
|    | OB   | Jalaleddine Bachir  |
|    | OB   | Jamaleddine Omari   |
|    | OB   | Khalid Najih        |
|    | OB   | Lakhdar Laitim      |
|    | OB   | Youssef Bourouis    |
|    | OB   | Zakaria Melhaoui    |
|    | PO   | Alioune Badara Diop |

| Nr | Poz. | Piłkarz             |
| -- | ---- | ------------------- |
|    | PO   | Ilyas Meddah        |
|    | PO   | Mohamed Mani        |
|    | PO   | Mohammed Khouyi     |
|    | PO   | Mustapha Derfoufi   |
|    | PO   | Cheikh Dieng        |
|    | PO   | Zakaria Tahiri      |
|    | NA   | Bamba Abdou Ibrahim |
|    | NA   | Cyril Gouaméné      |
|    | NA   | Jalil Faouzi        |
|    | NA   | Mohammed Rhouibi    |
|    | NA   | Nicolas Ndione      |
|    | NA   | Oussamma Saidi      |